# John Miley
John Miley (25 décembre 1813 - 13 décembre 1895) est un pasteur et théologien épiscopal méthodiste américain, qui est l'une des principales voix théologiques méthodistes du XIXe siècle.

## Biographie

### Jeunesse
Miley est né le 25 décembre 1813 dans une ferme près de Hamilton, comté de Butler, Ohio. Miley est diplômé de l'Augusta College où il reçoit un AB en 1834 et un AM en 1837. Au cours de sa vie universitaire, il est influencé par trois professeurs Joseph Tomlinson, Joseph Trimble et Henry Bidleman Bascom (en).

### Carrière
En 1838, Miley entre dans le ministère de l'église par le biais de la Conférence de l'Ohio. De 1838 à 1852, il dessert différentes églises dans l'Ohio. En 1852 il est transféré à la Conférence Est de New York. En 1866 il est transféré à la Conférence de New York. En 1859, l'Université Wesleyenne de l'Ohio lui confère un doctorat honorifique en théologie.
De 1852 à 1873, il dessert des églises à New York et dans le Connecticut. En tant que pasteur méthodiste, il occupe dix-neuf postes pastoraux différents. En 1872, il rejoint une commission organisée par la conférence générale pour développer un code de loi ecclésiastique pour l'église épiscopale méthodiste.
À partir de 1873, il occupe une chaire de théologie systématique à l'Université Drew de Madison, NJ, après que son beau-frère, Randolph Sinks Foster (en), ait quitté le poste pour devenir évêque. Miley est l'un des professeurs composant les « Cinq Grands » qui dirigent Drew pendant des décennies, avec Henry Anson Buttz, George Crooks, James Strong et Samuel F. Upham (en).
Il est l'auteur de Systematic Theology (1892), un ouvrage en deux volumes qui sert de texte de référence aux séminaristes méthodistes pendant près de trente ans. Il écrit également The Atonement in Christ (1879), dans lequel il expose ce qu'il croit être de graves problèmes bibliques et théologiques avec des théories communément admises sur la doctrine de l'expiation du Christ telles celle de la substitution pénale ou de l'influence morale.

### Théologie
Miley est un théologien systématique dans la tradition wesleyenne. Il a des vues sotériologiques arminiennes,,. Il développe notablement une forte théorie gouvernementale de l'expiation sur la base des travaux d'Hugo Grotius. Ainsi, pour lui, l'expiation du Christ est une satisfaction pour les péchés par substitution, mais non une satisfaction par substitution pénale. L'expiation du Christ est universelle, mais le pardon des péchés est conditionnel à la foi. De plus, la substitution de Christ est dans la souffrance, non dans la peine.
Miley est décédé le 13 décembre 1895.

## Œuvres
- (en) John Miley, Treatise on class meetings, Cincinnati, Printed at the Methodist concern for the author, 1851 (lire en ligne)
- (en) John Miley, Francis Asbury, New York, Harper & Brothers, 1866
- (en) John Miley, The Atonement in Christ, New York, Eaton & Mains, 1879 (lire en ligne)
- (en) John Miley, Systematic theology, vol. 1, New York, Eaton & Mains, 1892 (lire en ligne)
- (en) John Miley, Systematic theology, vol. 2, New York, Eaton & Mains, 1892 (lire en ligne)